# Шанхайский почтовый музей
Шанхайский почтовый музей (кит. 上海邮政博物馆) — музей истории почты, расположенный в здании старинного главного почтамта Шанхая (англ. General Post Office Building, Shanghai).

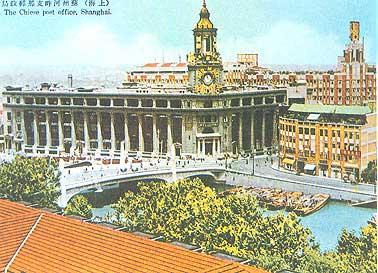
Здание главного почтамта Шанхая, в котором находится почтовый музей (на открытке 1930-х годов)

Музей является первым почтовым музеем, организованным в Китайской Народной Республике. Он начал работать с 2003 года, был официально открыт 1 января 2006 года и занимает площадь в 8000 м² в здании главного почтамта Шанхая, по адресу:

250 North Suzhou Road, Houkou District, Shanghai

Вход в музей бесплатный, с 9:00 до 17:00 по средам, четвергам, субботам и воскресеньям, кроме национальных праздников.